# Élection présidentielle sud-coréenne de 1992

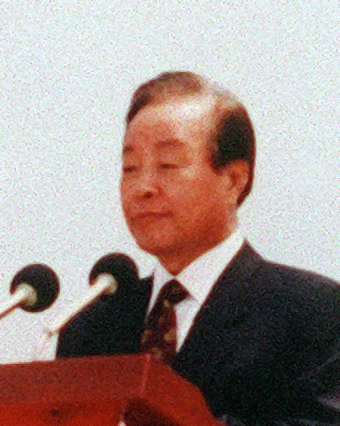
Kim Young-sam a été élu président lors de cette élection.

L'élection présidentielle sud-coréenne de 1992 s'est déroulée en Corée du Sud le 18 décembre 1992.

## Contexte
Le 22 janvier 1990, les leaders de l'opposition, Kim Young-Sam et Kim Jong-Pil, ont fusionné avec le Parti de la justice démocratique , le parti au pouvoir , et ont formé le Parti libéral démocratique , dirigé par le président Roh Tae-woo. Avant leur fusion, le parti de Roh n'avait pas de majorité à l'Assemblée nationale. Après leur fusion, ils avaient une majorité des deux tiers , ce qui leur permettait de voter des projets de loi sans aucune entrave de la part de l’opposition.
Kim Dae-Jung , opposant aux élections de 1987, a terminé troisième derrière Kim Young-sam et Roh Tae-woo en 1992.
En 1992, l'homme d'affaires de Hyundai, Chung Ju-yung, s'est également présenté aux élections.

## Résultats

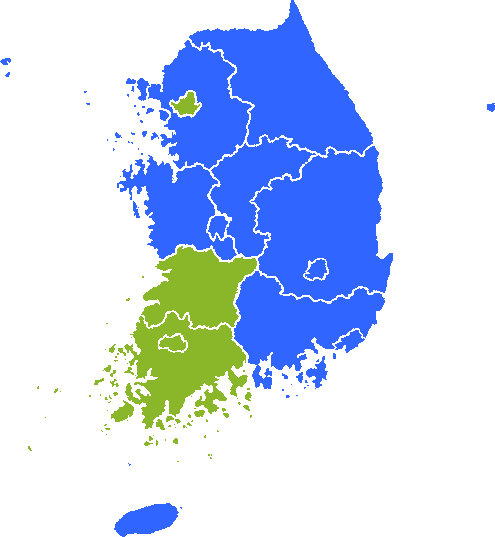
parti ibérale démocrate
Parti démocrate

Le candidat conservateur de droite du Parti libéral démocrate à la présidence, Kim Young-Sam, a remporté l'élection présidentielle, battant ainsi le leader de l'opposition, Kim Dae-Jung , pour la troisième fois de sa défaite à l' élection présidentielle. Kim a ensuite annoncé sa retraite de la politique.
Le parti conservateur a remporté l'élection et a continué à gouverner jusqu'en 1997, date à laquelle Kim Dae-Jung a remporté l'élection présidentielle suivante.
| Président                      | Président                      | Parti                                  | Voix       | %        |
| ------------------------------ | ------------------------------ | -------------------------------------- | ---------- | -------- |
|                                | Kim Young-sam                  | Parti libéral démocrate                | 9 977 332  | 42,0 %   |
|                                | Kim Dae-jung                   | Parti Démocratique                     | 8 041 284  | 33,8 %   |
|                                | Chung Ju-yung                  | Parti nationaliste de la réunification | 3 880 067  | 16,3 %   |
|                                | Park Chan-jong                 | Nouveau parti politique de réforme     | 1 516 047  | 6,4 %    |
|                                | Baek Gi-Wan                    | Indépendant                            | 238 648    | 1,0 %    |
|                                | Kim Ok-sun                     | Indépendant                            | 86 292     | 0,4 %    |
|                                | Lee Byeong-ho                  | Parti de la justice coréenne           | 35 739     | 0,2 %    |
|                                | Bulletins invalides            | -                                      | 319 761    | -        |
| Total (participation : 81,9 %) | Total (participation : 81,9 %) | Total (participation : 81,9 %)         | 24 095 170 | 100,00 % |